# Deutsches Humangenom-Phänomarchiv
Das Deutsche Humangenom-Phänomarchiv (im Englischen „German Human Genome Phenome Archive“, GHGA) ist ein Konsortium der Deutschen Nationalen Forschungsdateninfrastruktur (NFDI).

## Ziele
Als eine sichere nationale Infrastruktur für Omics-Daten ermöglicht GHGA die wissenschaftliche Nutzung menschlicher Omics-Daten und sichert gleichzeitig den Schutz der Daten vor Missbrauch. Diese Daten sollen gemäß den FAIR-Prinzipien zugänglich gemacht werden. Dies ermöglicht die Sekundärnutzung von Daten, die in der Diagnostik, der personalisierten Medizin und der biomedizinischen Forschung erhoben wurden.
Menschliche Omics-Daten sind sensible, personenbezogene Daten und bedürfen eines sorgfältigen Schutzes, um Rückschlüsse auf die Person zu minimieren. Diese Daten sind daher gemäß der Datenschutzgrundverordnung der Europäischen Union (DSGVO) geschützt. GHGA setzt diese spezifischen gesetzlichen Anforderungen für DSGVO-konforme Datenverarbeitung und zugehörige Einwilligung in Deutschland um und hilft damit auch den Datenproduzierenden, Patientinnen und Patienten zu informieren und die Einwilligung zu verwalten. Dies beinhaltet neben dem rechtlichen Rahmen auch den Aufbau einer Infrastruktur, die das sichere Archivieren und Teilen der Daten erlaubt. GHGA berücksichtigt dabei auch die ethischen und sozialen Auswirkungen des Teilens menschlicher Omics-Daten, indem es Patientinnen und Patienten in die Konzeption und Governance von GHGA einbezieht. Die Ermöglichung eines kontrollierten, aber dennoch FAIRen Datenzugangs ist die letzte Ebene, um sicherzustellen, dass die Daten geschützt sind und gleichzeitig ihr Potenzial zur Förderung der Forschung voll ausschöpfen.
Ziele:

- Bereitstellung eines nationalen, sicheren Langzeitarchivs für menschliche Omics-Daten.
- Adressieren rechtlicher und ethischer Hürden beim Datenaustausch durch die Implementierung eines einheitlichen ethisch-rechtlichen Rahmens.
- Erhöhung der FAIRness von Omics-Daten und Erleichterung ihrer Einbindung in nationale und internationale Datenressourcen und Infrastrukturen.
- Demokratisierung des Zugriffs und der Analyse umfangreicher Omics-Daten für die Forschung über eine Cloud-basierte Analyseplattform.
- Steigerung des Wertes von Forschungsdaten durch die Integration mehrerer Omics-Modalitäten und die Verbindung von Omics-Daten mit Phänotypdaten.
- Schulung der nächsten Generation von Wissenschaftlern in der effizienten und verantwortungsvollen Nutzung und Verwaltung von Omics-Daten in der Forschung.

## Ressourcen/Services
GHGA entwickelt eine Vielzahl von Angeboten für die Forschungsgemeinschaft. Neben dem Aufbau eines Datenportals stehen ethische und rechtliche Themen im Vordergrund. Zusätzlich zur Archivierung von Daten arbeitet GHGA auch an standardisierten bioinformatischen Analysemethoden.
- Dateninfrastruktur für die DSGVO-konforme gemeinsame Nutzung humaner Omics-Daten für sekundäre Zwecke[9]
- Standardisierte, interoperable und reproduzierbare Omics-Workflows für die Forschungsgemeinschaft, einschließlich kontinuierlichen Benchmarkings[10]
- Rechtliche und ethische Grundlagen für die Genomforschung, einschließlich der Entwicklung einer Rechtsgrundlage für die gemeinsame Nutzung von Daten und Hilfsmittel zum Thema Einwilligung[11][12]
- Metadatenmodell zur Bereitstellung standardisierter Informationen über eingereichte Omics-Daten und zur Erleichterung der Auffindbarkeit von Daten[13]
- Schulungsmaterial für und über die Omics-Datenforschung und ihre gesellschaftliche Relevanz[14][15]

## Nationale und internationale Einbettung
GHGA spielt eine entscheidende Rolle in den genomischen Medizininitiativen Deutschlands, indem es die Dateninfrastruktur für die sichere Speicherung und Nutzung genomischer Daten in der Forschung bereitstellt. In Zusammenarbeit mit genomDE während der Konzeptionsphasen betreibt GHGA nun Genomrechenzentren im Rahmen des Modellprojekts Genomsequenzierung und gewährleistet so die sichere Archivierung sowie den kontrollierten Zugang zu Sequenzierungsdaten für die klinische Versorgung und die Forschung.
Innerhalb Europas ist GHGA Teil des föderierten Netzwerks des Europäischen Genomarchivs (EGA). Indem es als deutscher Knotenpunkt von FEGA fungiert, sind die Daten von GHGA dank kompatibler Standards und Metadaten auffindbar und nutzbar gemeinsam mit Daten anderer europäischer Studien. Im Rahmen des GDI-Projekts, das von der Europäischen Kommission und dem Bundesministerium für Bildung und Forschung gefördert wird, stellt GHGA sicher, dass auch deutsche Datensammlungen innerhalb der „1+ Million Genomes“-Initiative verwendet werden können.

## Geschichte
Am 4. Juli 2019 reichte das Deutsche Krebsforschungszentrum als antragstellende Institution die verbindliche Voranmeldung (Letter of Intent) bei der DFG-Geschäftsstelle ein. Am 26. Juni 2020 wurde GHGA durch einen Förderentscheid der Gemeinsamen Wissenschaftskonferenz (GWK) gemeinsam mit acht weiteren Konsortien in der ersten Antragsrunde bewilligt.
Im März 2023 wurde als erste Projektphase der GHGA Metadata Catalog freigeschaltet: ein öffentliches Portal für die Suche nach Studiendaten von deutschen Forschungseinrichtungen.
Im August 2024 gab GHGA den offiziellen Start der GHGA-Archivphase bekannt. Ein bedeutendes Feature-Update des GHGA-Datenportals ermöglicht den sicheren Zugriff auf die ersten Datensätze durch ein vollständig integriertes Datenzugriffsmanagementsystem.

## Beteiligte Institutionen
- Deutsches Krebsforschungszentrum
- Eberhard Karls Universität Tübingen
- Universitätsklinikum Tübingen
- Charité
- Berliner Institut für Gesundheitsforschung in der Charité
- Technische Universität München
- Europäisches Laboratorium für Molekularbiologie
- Max-Delbrück-Centrum für Molekulare Medizin in der Helmholtz-Gemeinschaft
- Technische Universität Dresden
- Universitätsklinikum Heidelberg
- Ruprecht-Karls-Universität Heidelberg
- Universität zu Köln
- Christian-Albrechts-Universität zu Kiel
- Helmholtz Zentrum München
- Deutsches Zentrum für Neurodegenerative Erkrankungen
- Universität des Saarlandes
- NAKO e.V.

## Partner Institutionen
- European Bioinformatics Institute (EMBL-EBI)
- Helmholtz-Zentrum für Informationssicherheit
- Leibniz-Rechenzentrum
- Helmholtz-Zentrum für Infektionsforschung
- Nationales Centrum für Tumorerkrankungen